# Brookesia betschi
Brookesia betschi är en ödleart som beskrevs av Brygoo, Blanc och Domergue 1974. Brookesia betschi ingår i släktet Brookesia och familjen kameleonter. IUCN kategoriserar arten globalt som nära hotad. Inga underarter finns listade.
Arten förekommer i bergstrakter på norra Madagaskar. Den vistas i regioner som ligger 1150 till 1650 meter över havet. Brookesia betschi lever i fuktiga bergsskogar. Den går främst på marken och den klättrar ibland i den låga växtligheten.